# Bittacomorphella furcata
Bittacomorphella furcata is een muggensoort uit de familie van de glansmuggen (Ptychopteridae). De wetenschappelijke naam van de soort werd voor het eerst geldig gepubliceerd in 2017 door Fasbender en Courtney.